# Liste der Baudenkmale in Süpplingenburg
In der Liste der Baudenkmale in Süpplingenburg sind die Baudenkmale der niedersächsischen Gemeinde Süpplingenburg und ihrer Ortsteile aufgelistet. Der Stand der Liste ist der 26. April 2022. Die Quelle der Baudenkmale ist der Denkmalatlas Niedersachsen.

## Allgemein
In den Spalten befinden sich folgende Informationen:
- Lage: die Adresse des Baudenkmales und die geographischen Koordinaten. Kartenansicht, um Koordinaten zu setzen. In der Kartenansicht sind Baudenkmale ohne Koordinaten mit einem roten Marker dargestellt und können in der Karte gesetzt werden. Baudenkmale ohne Bild sind mit einem blauen Marker gekennzeichnet, Baudenkmale mit Bild mit einem grünen Marker.
- Bezeichnung: Bezeichnung des Baudenkmales
- Beschreibung: die Beschreibung des Baudenkmales. Unter § 3 Abs. 2 NDSchG werden Einzeldenkmale und unter § 3 Abs. 3 NDSchG Gruppen baulicher Anlagen und deren Bestandteile ausgewiesen.
- ID: die Objekt-ID des Baudenkmales
- Bild: ein Bild des Baudenkmales, ggf. zusätzlich mit einem Link zu weiteren Fotos des Baudenkmals im Medienarchiv Wikimedia Commons. Wenn man auf das Kamerasymbol klickt, können Fotos zu Baudenkmalen aus dieser Liste hochgeladen werden:

## Süpplingenburg

### Gruppe: Domäne Süpplingenburg
Die Gruppe „Domäne Süpplingenburg“ hat die ID 32631457.

| Lage                                               | Bezeichnung               | Beschreibung | ID       | Bild |
| -------------------------------------------------- | ------------------------- | --- | -------- | ---- |
| Kaiser-Lothar-Straße 8 52° 15′ 6″ N, 10° 54′ 18″ O | Scheune                   | Geschlossener Nordflügel der Domäne Süpplingenburg. Östliche Gebäudehälfte als traufständige Fachwerk-Scheune unter Satteldach in Ziegelpfannendeckung. Achsenmittig ein Scheunentor mit Ladestock, seitlich flankiert von zwei Ladeerkern. Fachwerkgefüge mit zweifeldigen Streben, einer zweifachen Verriegelung und einer verputzten Ausfachung. Erbaut vermutlich im 18. Jh. | 32679764 | BW   |
| Kaiser-Lothar-Straße 8 52° 15′ 6″ N, 10° 54′ 16″ O | Stall                     | | 41997720 | BW   |
| Kaiser-Lothar-Straße 8 52° 15′ 2″ N, 10° 54′ 14″ O | Wohnhaus                  | Zweigeschossiges Wohnhaus als verputzter Massivbau auf Kellersockel in Rustica-Quaderung unter Walmdach in Ziegelpfannendeckung. Achsensymmetrische Fassadengestaltung mit mittigen Zugang sowie risalitartig hervorgehobenen Seiten mit breiteren Fenstern und Zwerchgiebeln. Fenstergefüge mit Segmentbogenfenstern, durch farbige Zierbänder im Putz hervorgehoben, sowie durchgehende Sohlbankgesimse. Zur Ostseite ein niedrigerer Anbau gleicher Gestaltung unter Satteldach. | 32679747 | BW   |
| Kaiser-Lothar-Straße 7 52° 15′ 1″ N, 10° 54′ 17″ O | Wohn-/ Wirtschaftsgebäude | Langgestreckter, eingeschossiger Gebäudeflügel unter Satteldach in Krempziegeldeckung als südöstlicher Abschluss des Wirtschaftshofes. Mauerwerk aus Buntsandstein, teils verputzt und mit Ziegelsteinen. Westlich ein Wohnhaus, nach Osten hin Stallteil. Segmentbogenfenster mit Ziegelstürzen, hofseiteige Wirtschaftsöffnungen, am Dach breite Lüftungsgauben. | 32679730 | BW   |

### Gruppe: Helmstedter Straße 1
Die Gruppe „Helmstedter Straße 1“ hat die ID 32631435.

| Lage                                             | Bezeichnung | Beschreibung | ID       | Bild |
| ------------------------------------------------ | ----------- | --- | -------- | ---- |
| Helmstedter Straße 1 52° 15′ 5″ N, 10° 54′ 38″ O | Wohnhaus    | Zweigeschossiges Fachwerkhaus auf verputztem Sockel unter Halbwalmdach in Ziegelpfannendeckung. Achsenmittiger Zugang mit gründerzeitlicher Tür, symmetrisches Fachwerkgefüge mit verputzter Ausfachung, Giebelfelder in Ziegelpfannenbehang. | 32679609 | BW   |
| Helmstedter Straße 1 52° 15′ 4″ N, 10° 54′ 38″ O | Scheune     | Südwestlicher Scheunenflügel auf Kalksteinsockel mit einer Zwischenlage Werksteine unter Halbwalm/Satteldach in Ziegelpfannendeckung. Zur Südseite eine Längsdurchfahrt, Fachwerkgefüge mit dreifeldigen Streben und dreifacher Verriegelung, nördlicher Anbau im EG in Bruchsteinmauerwerk, OG in Ziegelbauweise, mit einer Feuerstelle. Verputzte Ausfachungen, zum Teil mit Bruch- und Lehmsteinen. | 32679839 | BW   |
| Helmstedter Straße 1 52° 15′ 4″ N, 10° 54′ 38″ O | Stall       | | 32679378 | BW   |

### Gruppe: Siebenbürgen 2
Die Gruppe „Siebenbürgen 2“ hat die ID 32631470.

| Lage                                        | Bezeichnung        | Beschreibung | ID       | Bild |
| ------------------------------------------- | ------------------ | --- | -------- | ---- |
| Siebenbürgen 2 52° 14′ 59″ N, 10° 54′ 35″ O | Wohnhaus           | Giebelständiges, zweigeschossiges Fachwerkhaus auf WerksteinSockel unter Satteldach in Ziegelpfannendeckung. Symmetrisches Fachwerkgefüge mit zweifeldigen Streben, zweifacher Verriegelung und einer verputzten Ausfachung. Zwei hofseitige Zugänge.                                                    | 32679822 | BW   |
| Siebenbürgen 2 52° 14′ 59″ N, 10° 54′ 35″ O | Wirtschaftsgebäude | Westlich an das Wohnhaus anschließender Wirtschaftsbau unter Satteldach. EG massiv in Ziegelmauerwerk mit Segmentbogenöffnungen und Rolltoren, OG in Fachwerk mit Ziegelsichtausfachung, dort eine Ladeluke und scheitrechte Fenster.                                                                    | 32679399 | BW   |
| Siebenbürgen 2 52° 14′ 58″ N, 10° 54′ 35″ O | Wirtschaftsgebäude | Großer südwestlicher Wirtschaftsflügel als Fachwerkbau auf Werksteinsockel unter Satteldach in Ziegelpfannendeckung. Symmetrisches Fachwerkgefüge mit dreifeldigen Streben und dreifacher Verriegelung sowie einer Ziegelsichtausfachung, hofseitig mehrere Rolltore sowie Wirtschaftsluken.             | 32679433 | BW   |
| Siebenbürgen 2 52° 14′ 58″ N, 10° 54′ 37″ O | Wirtschaftsgebäude | | 32679467 | BW   |
| Siebenbürgen 2 52° 14′ 59″ N, 10° 54′ 36″ O | Wirtschaftsgebäude | Zweigeschossiger Wirtschaftsbau unter Halbwalmdach in Ziegelpfannendeckung. EG massiv in Ziegelmauerwerk mit Wirtschaftsöffnungen unter Segmentbögen, Obergeschoss in Fachwerk mit zweifeldigen Streben, einfacher Verriegelung und einer verputzten Ausfachung. Auf beiden Traufseiten Ladeluken im OG. | 32679856 | BW   |

### Einzelbaudenkmale
| Lage                                                 | Bezeichnung               | Beschreibung | ID       | Bild           |
| ---------------------------------------------------- | ------------------------- | --- | -------- | -------------- |
| Kaiser-Lothar-Straße 8 a 52° 15′ 3″ N, 10° 54′ 17″ O | Stiftskirche              | Die Stiftskirche St. Johannis ist eine dreischiffige Pfeilerbasilika in Buntsandsteinmauerwerk mit Querhaus auf kreuzförmigen Grundriss mit geradem Chorschluss unter Satteldächern in Ziegelpfannendeckung mit polygonalem Dachreiter mit Laterne über der Vierung. Querhaus mit Nebenapsiden, das dreijochige Langhaus im gebundenen System gewölbt. Im Langhaus Reste einer Krypta vom Ende des 12. Jh. Die historistische Ausmalung von 1878–83 stammte von Adolf Quensen, weitere Ausstattung bilden ein Taufstein von 1583 und das Epitaph für den Johanniterkomtur Christoph von Berdow von 1574.                                            | 32679781 | Weitere Bilder |
| Mühlenweg 4 52° 15′ 7″ N, 10° 54′ 20″ O              | Wassermühle               | Zweigeschossiger Fachwerkbau in zeittypischer Stockwerksbauweise auf Werksteinsockel unter Mansarddach in Krempziegeldeckung. Frontfassade fachwerksichtig mit verputzten Gefachen, Südostgiebel ab OG mit Krempziegelbehang, Rückfassade südlich vollständig mit Blechplattenbehang, nördlich mit Krempziegeln, hier außerdem weitgehend originärer Fensterbestand. Nordöstlicher Mühlenteil inschriftlich datiert auf „8. August 1841“, südwestlicher Wohnteil inschriftlich datiert auf „8.Mai 1857“. Nordwestgiebel im Erdgeschoss in Ziegelmauerwerk erneuert, im OG fachwerksichtig. Wasserzufluss bzw. Mühlengraben von Nordosten verlandet. | 32679803 | BW             |
| Kaiser-Lothar-Straße 1 52° 15′ 3″ N, 10° 54′ 27″ O   | Wohn-/ Wirtschaftsgebäude | Zweigeschossiges Fachwerkhaus auf niveauausgleichendem Sockel unter Schopfwalmdach in Ziegelpfannendeckung. Symmetrisches Fachwerkgefüge und eine verputzte Ausfachung, Zugang über die Hofseite. Westlich ein niedrigerer Scheunenanbau auf winkelförmigen Grundriss sowie Bruchsteinsockel mit außermittiger Tordurchfahrt und Ladeluke unter abgeknicktem Satteldach in Ziegelpfannendeckung. Westliche Giebelseiten in Ziegelpfannenbehang. | 32679695 | BW             |
| Am Lindenplatz 12 52° 15′ 1″ N, 10° 54′ 31″ O        | Wohnhaus                  | Zweigeschossiger Ziegelbau auf Kellersockel unter Walmdach in Ziegelpfannendeckung. Frontfassade mit zwei Seitenrisaliten, die mit gekuppelten Fenstern und jeweils einem Zwerchgiebel mit Oculus. Reiche Stuckeinfassungen der Fenster im Stil des Neubarock. Südostseite mit ebenfalls risalitartig vortretenden Gebäudemitte, Südecke als ein turmartiger Eckerker ausgestaltet, bekrönt von einer Kuppelhaube. Rückwärtige Fassade schlichter gestaltet. Haupthaus eines Vierseithofes. | 32679573 | BW             |